# Joseph Attenborough
Joseph Attenborough ist ein britischer Theater- und Filmschauspieler.

## Leben
Attenborough besuchte von 1992 bis 1997 die Littleover Community School in Littleover, Derbyshire. Von 1997 bis 1999 besuchte er das Burton Technical College. Ab 1999 studierte er Schauspiel. Er verließ das Rose Bruford College of Theatre & Performance 2002 als professioneller Schauspieler. 2005 schloss er sich dem Royal National Theatre an. 2006 wirkte er in dem Theaterstück zum Film Die History Boys – Fürs Leben lernen mit. Mit dem Ensemble folgte eine weltweite Tour zu dem Stück, die im New Yorker Broadway endete.
Weitere Spielorte waren das York Theatre Royal, das Bedlam Theatre und dem Battersea Arts Centre. 2005 wirkte er in dem Kurzfilm Edible Snow Beasts mit. 2007 folgte eine Besetzung in einer Episode der Fernsehserie The Love Trap. In den nächsten Jahren folgten weitere Rollen in Kurzfilmen und 2015 eine größere Rolle im Spielfilm Arthur und Merlin.
Attenborough veröffentlicht von ihm auf dem Piano gespielte Stücke. Er arbeitete von 2003 bis 2010 bei der RSVP Media Response und arbeitete anschließend bei einigen britischen Unternehmen im technischen und medialen Vertrieb. Seit drei Jahren ist er an der Universität von Derby tätig.

## Filmografie
- 2005: Edible Snow Beasts (Kurzfilm)
- 2007: The Love Trap (Fernsehserie, Episode 1x04)
- 2011: The Switch (Kurzfilm)
- 2011: Innermost (Kurzfilm)
- 2013: Losing Character (Kurzfilm)
- 2014: Good Grief (Kurzfilm)
- 2015: Arthur und Merlin (Arthur and Merlin)

## Theater (Auswahl)
- The History Boys (u. a. Royal National Theatre, Broadway (Theater))
- Single Spies (York Theatre Royal)
- Romeo and Juliet (Bedlam Theatre)
- The Treepenny Opera (Battersea Arts Centre)
- Winnie the Witch (Watershed Productions)
- Lysistrata (Arcola)